# Porta praetoria (Regensburg)

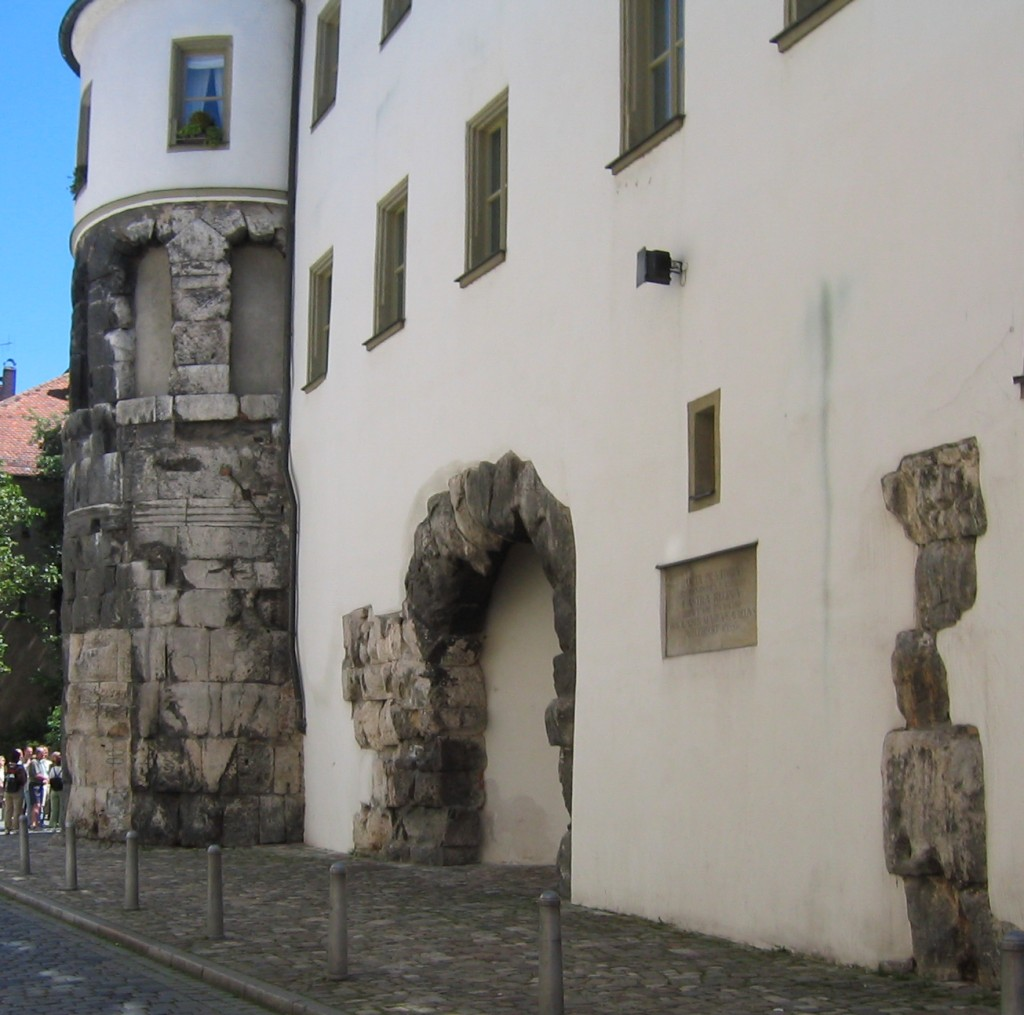
Porta Praetoria Regensburg 2007 vor der Sanierung. Blickrichtung West -> Ost

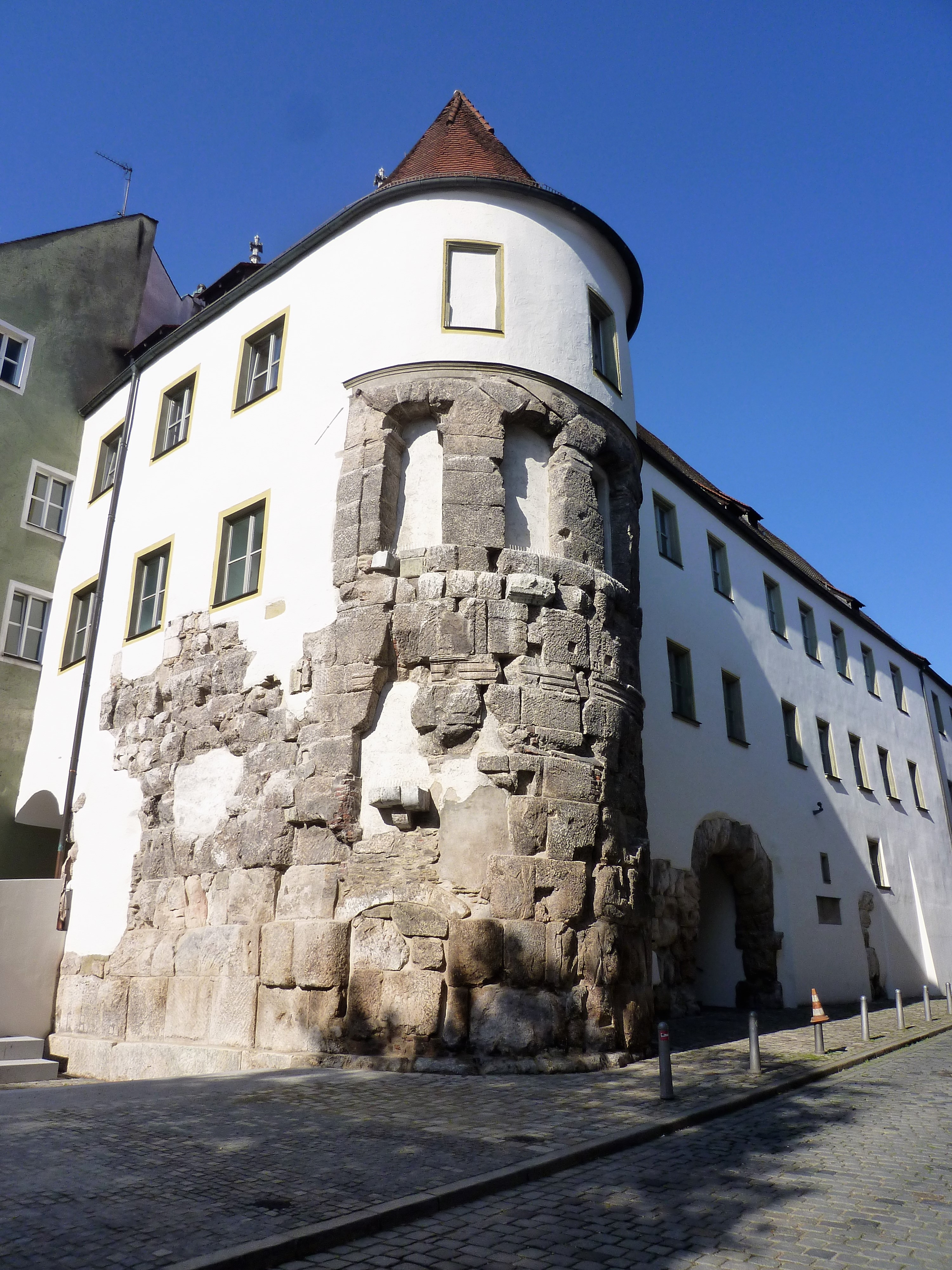
Porta Praetoria Regensburg 2017 nach der Sanierung. Blickrichtung Ost -> West

Als Porta Praetoria bezeichnet man in Regensburg die sichtbar erhaltenen Reste vom Nordtor des ehemaligen römischen  Legionslagers Castra Regina, das im 2. Jahrhundert n. Chr. erbaut wurde.
Die Reste des Tores hatten sich als nicht sichtbare Einbauten in den nach 1650 entstandenen Mauern eines Brauereigebäudes östlich des Bischofshofs erhalten. Erst 1885, beim Abbruch der Brauereigebäude, wurden die beachtlichen Reste des römischen Lagertores wiederentdeckt und freigelegt.
Neben der größeren Porta Nigra in Trier sowie der Porte Saint-André und der Porte d’Arroux in Autun ist die Porta Praetoria eine der wenigen erhaltenen römischen Toranlagen nördlich der Alpen.

## Begriff und antike Bedeutung
Als Porta Praetoria bezeichneten die Römer in ihren Militärlagern das Haupttor (siehe auch Pforte). Es diente als Ausfalltor und befand sich im Normalfall auf der dem Feind zugewandten Seite des Lagers. Wie eine Bauinschrift von einem der Tore des tripolitanischen Kastells Gholaia aus dem Jahr 222 bezeugt, brachten die Soldaten bei den Baumaßnahmen große Leistungsbereitschaft auf, denn militärische Einrichtungen waren die „physische Manifestation Roms“.
Die Bedeutung der hochaufragenden Tore beschreibt der Text aus Gholaia wie folgt: „Wie der Edelstein in Gold gefasst wird, so ziert das Tor das Lager.“ Und Tacitus schrieb: „Das Lager ist der besondere Stolz der Soldaten.“

## Geschichte

### Die Zeit der Römer
Unter Kaiser Mark Aurel wurde am südlichen Ufer der Donau, etwas westlich gegenüber der Mündung des Regens in die Donau das Legionslager Castra Regina (deutsch: Lager beim Fluss Regen) gegründet. Die Gründung des Legionslagers war eine Reaktion auf die Markomannenkriege die eine Stationierung der 3. Italische Legion an diesem Ort erforderlich machte. Der Bau des Legionslagers, aus dem sich im Verlauf des frühen und späten Mittelalters die Stadt Regensburg entwickelte, wurde 179 vollendet.
Wie die meisten römischen Legionslager dieser Größe verfügte auch das Lager Castra Regina über vier Tore. Das Haupttor, die Porta Praetoria, war nach Norden hin zur Donau ausgerichtet und wurde deshalb bereits im Jahr 932 in einer Urkunde unter dem Namen Porta Aquarum, Wassertor, erwähnt. Diese Bezeichnung bürgerte sich ein, denn die Toranlage wurde noch im 17. Jahrhundert als Zugang von der östlichen Innenstadt zur Donaulände und zur Steinernen Brücke genutzt.
So wie heute waren schon damals nur der linke, gut 11 Meter hohe Turm und der rechte Durchgang vorhanden, ergänzt durch eine 7 Meter rechts entfernte, fünf Lagen hohe Reihe von Quadersteinen. Diese Quaderblöcke gehörten zur Fortsetzung der Lagermauer im Anschluss an den nicht mehr vorhandenen rechten Torturm, dessen ehemalige Existenz damals aber nur vermutet wurde. Erst 1971 konnte die ursprüngliche Konstruktion der Porta Praetoria als eine ehemals doppeltorige Durchfahrt, flankiert von zwei halbrund vorspringenden Türmen endgültig gesichert werden, als man bei einer Nachuntersuchung das bis dahin fehlende Fundament des rechten Torturms entdeckte. Man fand das fehlende Fundamentstück im 1887 konservierten und gesondert aufbewahrtem Gesamtfundament des Mittelbereichs der Toranlage, wo es damals übersehen worden war.
Der Verlust eines Torturmes und eines Durchgangs könnte mit den großen Zerstörungen der Lagermauern beim Einfall der Alamannen um 280 n. Chr. zusammenhängen. Bei den damals erforderlichen Reparaturen der Mauern ging man sehr unsorgfältig vor und benutzte sogar zerschlagene Grabsteine für die Reparatur der Mauern. Es kam damals nicht mehr auf Repräsentation an, sondern nur noch auf die möglichst schnelle Wiederherstellung der Verteidigungsbereitschaft. Es ist deshalb auch gut vorstellbar, dass bereits damals auch eine Hälfte der ursprünglich doppeltorigen Toranlage vermauert wurde.

### Mittelalter
Der Name Wassertor ging im Laufe des 15. Jahrhunderts verloren, nachdem die Toranlage durch den Bau der mittelalterlichen Stadtmauer im 14. Jahrhundert ihre Bedeutung als Zugang zum Donau-Ufer verloren hatte, das wegen der neuen Stadtmauer nicht mehr so einfach zu erreichen war.
Nach Beendigung der Kämpfe um Regensburg (1632–1634) im Dreißigjährigen Krieg wurde im Verlauf von Straßenbaumaßnahmen auch die via praetoria überbaut. Dabei kamen auch Teile der Fundamente des Tormauerwerks unter das Straßenniveau.
Endgültig in Vergessenheit geriet die Existenz der Torbauten in der Bevölkerung, nachdem im Jahr 1649 die gesamte Toranlage beim Bau des bischöflichen Brauhauses als östlicher Anbau an den bestehenden Bischofshof in den Neubau einbezogen und überbaut wurde und aus dem Straßenbild verschwand. Bei der Überbauung wurden Teile der Toranlage zerstört.

### 19. Jahrhundert
Rund 240 Jahre später wurden 1885 beim Abbruch eines angebauten Schlafhauses für Brauburschen die Reste der römischen Toranlage wiederentdeckt. Daraufhin begann in der Bevölkerung eine kontroverse Diskussion um die völlige Freilegung der entdeckten römischen Mauerreste, denn damalige Mediziner befürchteten die Freisetzung von alten Thyphuserregern und den Ausbruch einer Seuche. Die Bedenken wurden nicht berücksichtigt und 1887 wurden die Mauerreste der Toranlage nach einer Zuwendung von 25.000 Goldmark freigelegt. Bei der Dokumentation der Befunde entstand ein falscher Grundrissplan mit nur einer Tordurchfahrt. Der falsche Plan wurde ohne Überprüfung in viele Publikationen übernommen, zumal damals auch keine Skizzen und keine Fotos angefertigt wurden. Die ursprüngliche, doppeltorige Durchfahrt des Nordtores, flankiert von zwei halbrund vorspringenden Türmen, konnte erst viel später 1971 durch Untersuchung der Fundamente endgültig gesichert werden.
In der Hauptsache bestehen die damals freigelegten und heute sichtbaren Teile aus vier Bau-Elementen, die in die Nordfassade des Bischofhofes an der Straße Unter den Schwibbögen integriert sind, aufgezählt von Ost nach West:
1. der Ostturm, erhalten mit Erdgeschoss und einem Obergeschoss mit fünf Rundbogenfenstern
2. die halbhohe Zusetzung (Auffüllung) des nicht mehr vorhandenen östlichen Torbogens bestehend aus wiederverwendeten Großquadern
3. der westliche der beiden benachbarten Torbögen, der ehemaligen doppelten Tordurchfahrt
4. die Reste der Quadermauer westlich neben dem nicht mehr vorhandenen Westturm, der im Straßenpflaster kenntlich gemacht wurde[10]

### 20. Jahrhundert
Schon 1927 erfolgte eine erste umfangreiche Fassadensanierung mit Neuverputzung, aber ohne Reinigung. In den 1950er Jahren erfolgten eher kosmetische Eingriffe am Verputz und eine erstaunliche Übertünchung von Römerquadern mit schwarzer Farbe, die Ende der 1950er Jahre mit einer Re-Restaurierung wieder rückgängig gemacht wurde. Durchgeführt wurde eine Reinigung des Quadermauerwerks, das mit einer beträchtlichen Ruß- und Schmutzschicht bedeckt war.
In der Zeit nach 1950 bis in die 1980er Jahre war die Toranlage Gegenstand mehrerer Forschungsprojekte, die zur Entwicklung und Erprobung von Reinigungs- und Konservierungskonzepten führten.
Im Zuge der Generalsanierung des Bischofhofes 1969–1979 wurde zwar eine Fotodokumentation erstellt, aber auf eine Reinigung des erneut extrem verschmutzten Quadermauerwerks wurde verzichtet.

### 21. Jahrhundert
In den Jahren 2015–2017 wurde im Rahmen eines neuen Bundesprogramms „Nationale Projekte des Städtebaus“ unter Beteiligung der Stadt Regensburg, des Bayerischen Landesamts für Denkmalpflege, sowie des Vereins „Welterbe Kulturfond“ eine erneute Sanierungsmaßnahme durchgeführt werden, bei der nicht nur detaillierte Konzepte für Reinigung und Kalksteinkonservierung erarbeitet und verwirklicht wurden, sondern auch die Außenanlagen umgestaltet wurden. Bauherr war die Brauerei Bischofshof, die bereits nach den Sanierungsmaßnahmen der 1970er Jahre das oberste nachrömische Turmgeschoss in die Hotelnutzung einbezogen hatte. Heute wird das Geschoss unter der Bezeichnung Porta Praetoria Suite vermarktet. Da sich der Torturm leicht nach Norden hin neigt, war als Voraussetzung dafür ein tachymetrisches Aufmaß erforderlich, um die Standsicherheit des Turmes zu prüfen. Als Ergebnis musste die Standsicherheit durch eine statische Ertüchtigung im Untergeschoss gesichert werden.

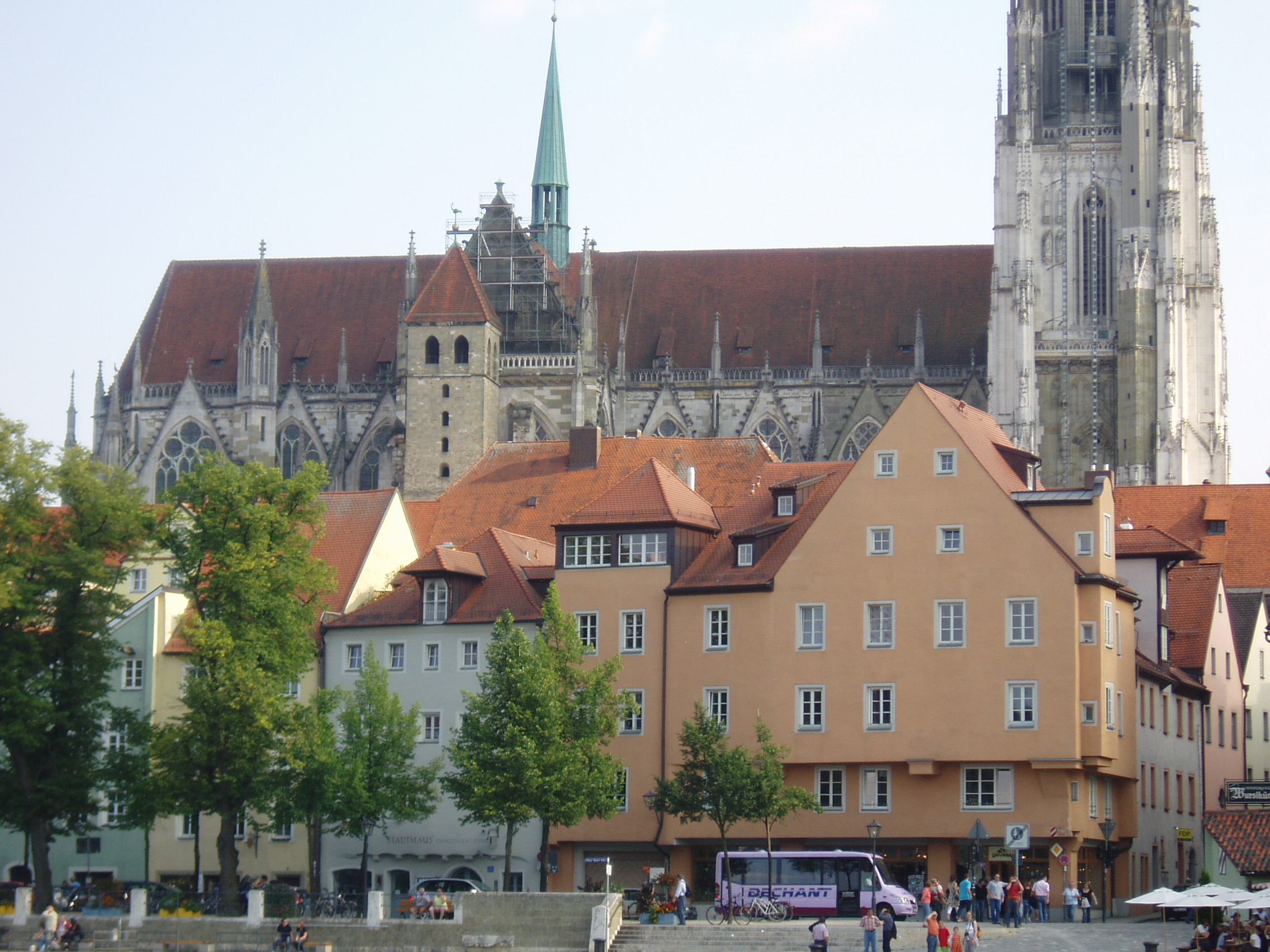
Eselsturm vor dem Regensburger Dom

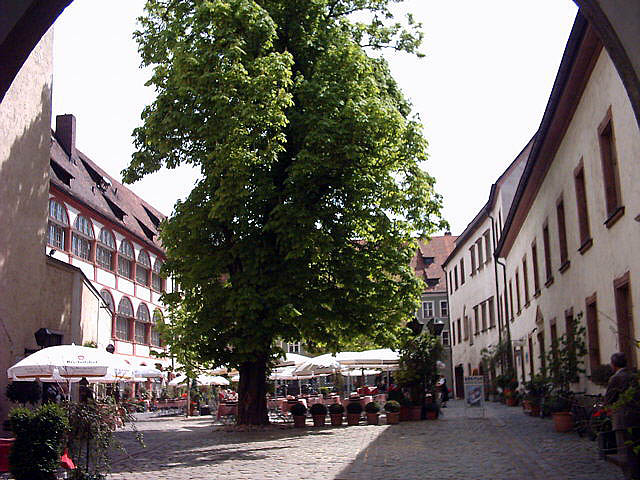
Binnenhof Bischofshof

Auch das römische Quadermauerwerk wurde unter Einsatz neuer Techniken mit möglichst geringem Substanzverlust gereinigt, was trotz der vielen schwarzen Verkrustungen den größtmöglichen Erhalt der Außenschale ermöglichte. Wo die Reinigung kleiner Partien nicht vollständig möglich war, wurden Restbeläge belassen und verleihen der Porta Praetoria eine patinierte Ausstrahlung. Viele vorhandene offene oder versteckte Risse im Mauerwerk wurden durch Vernadelung stabilisiert und durch einen speziell entwickelten neuen Mörtel geschlossen.
Dort wo zur Römerzeit die Mauer des Legionslagers im Osten an den Torbau der Porta Praetoria anschloss, konnte nach den Restaurierungsmaßnahmen ein vergrößerter Freiraum dort geschaffen werden, wo das 1885 / 1910 entdeckte und dann abgebrochenen Brauhaus stand. Damit ist es heute möglich, dass auch Besuchergruppen trotz der sehr beengten Straßenverhältnisse vor Ort verweilen können und trotz der dort unerlässlich erforderlichen Zufahrt zur Tiefgarage im Binnenhof von Hotel und Gaststätte Bischofshof die Porta Praetoria betrachten können. Von dort ist auch der Binnenhof des Bischofshofs erreichbar mit Blick auf den Eselsturm des Regensburger Doms.
In diesem öffentlichen Freiraum wurde die Höhe des Bodenniveaus um 1 Meter abgesenkt und damit so eingestellt, dass die Bodenhöhe hier der Bodenhöhe zur Römerzeit entspricht. Heute steckt die Sockelzone der Porta Praetoria fast einen Meter im Erdreich und der Turm erhebt sich etwa 11 Meter hoch über das Straßenniveau. Unter Annahme von drei Geschossen und einem aufgesetzten Dach dürfte die Gesamthöhe der Türme ehemals 20 Meter betragen haben.
Nach jahrzehntelanger Nutzung des Turms als Abstellraum, Bierkeller und Kartoffelkeller ist es jetzt möglich, auch im Rahmen von Führungen den Innenraum der Toranlage mit dem eindrucksvollen Großquadermauerwerk zu besichtigen. Die heutige innere Geschosseinteilung ist aber erst im 18./19. Jahrhundert entstanden und entspricht nicht mehr dem originalen Zustand. Das mit einer Glastür verschlossene Obergeschoss dient als Dokumentationsraum.
Im Inneren des Torturms zeugen Balkenlöcher, Türdurchbrüche, Gewölbe, neue Geschossniveaus und Fenstereinbauten von den nachrömischen Nutzungen im 17. Jahrhundert. Die 4 Meter breite und 5 Meter hohe Toröffnung besteht aus 13 Kalksteinblöcken. Reste der Profilierung des  Kämpferblocks sind nur unter dem östlichen Bogenansatz erhalten.